# Постніков Володимир Михайлович
Володимир Михайлович Постніков (5 серпня 1946, Буринь — 20 березня 2025, Вінниця) — український театральний актор, заслужений артист України (1998).

## Життєпис
Закінчив Харківський інститут мистецтв ім. Івана Котляревського, 1969 розпочав акторську діяльність у Сумському театрі драми й музичної комедії ім. Михайла Щепкіна.
У Вінницькому академічному музично-драматичному театрі з 1984 року.
У 2010-х—2020-х роках — помічник художнього керівника — завідувач трупи. Помер на 79-му році життя 20 березня 2025 року. Похований на Сабарівському кладовищі Вінниці.

### Родина
- Дружина — Людмила Мамикіна (1947—2021), акторка Вінницького театру, заслужена артистка України.
  - Син — Тарас Постніков (нар. 1975) — актор, бандурист, заслужений артист України.

## Ролі у театрі
Виконав близько 50 ролей. Серед його сценічних робіт:
- Бартоло, комедія Бомарше «Шалений день, або одруження Фігаро»,
- Добчинський, «Ревізор» Гоголя,
- лікар Співі, «Політ над гніздом зозулі» за К.Кізі,
- адвокат, комедія А.Крима «Жага екстриму»,
- Виборний, музична комедія І.Котляревського, М.Лисенка «Наталка Полтавка»,
- Вільям, мюзикл Ю.Рибчинського «Як повернути чоловіка»,
- Лісовик, Л.Українки «Лісова пісня»,
- Ленікс — трагедія Шекспіра «Макбет»,
- Каленик, музична комедія «Майська ніч».